# Evropská hospodářská komise OSN

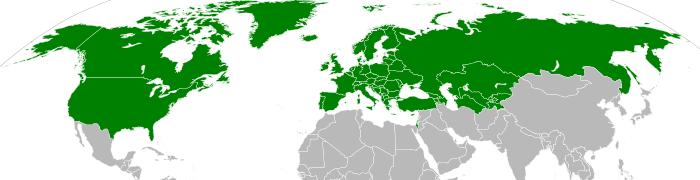
Členské státy EHK OSN

Evropská hospodářská komise OSN (EHK OSN, anglicky United Nations Economic Commission for Europe, UNECE či ECE) je orgán podřízený Ekonomické a sociální radě OSN; jde o jednu z pěti regionálních komisí OSN. Komise byla založena v roce 1947 s cílem pomoci ekonomickému rozvoji evropských členských zemí OSN narušených druhou světovou válkou. V současné době má 56 členských států z Evropy, severní Ameriky a Asie a zabývá se zejména vzájemnou ekonomickou spoluprací. Sekretariát sídlí ve švýcarské Ženevě.

## Organizace
Komisi řídí výkonný tajemník a jeho zástupce. Celá komise se schází jednou ročně, přičemž rozhoduje o strategických otázkách a finančním plánu. V mezidobí je za řízení v souladu se směrnicemi komise odpovědný výkonný výbor. Pro konkrétní obory, kterými se EHK zabývá, jsou vytvořeny sektorové výbory, podřízené výkonnému výboru:
- Výbor pro politiku životního prostředí
- Výbor pro vnitrozemskou dopravu
- Výbor pro obchod
- Dřevařský výbor
- Výbor pro hospodaření s bytovým fondem a pozemky
- Výbor pro udržitelnou energii
- Konference evropských statistiků
- Výbor pro ekonomickou spolupráci a integraci

Tyto výbory pak mají svoje trvalé i příležitostné pomocné výbory.

### Výkonný tajemník
Současnou výkonnou tajemnicí je Oľga Algayerová ze Slovenska, která je ve funkci od června 2017.
| Tajemník             | Stát                | Funkční období |
| -------------------- | ------------------- | -------------- |
| Gunnar Myrdal        | Švédsko             | 1947–1957      |
| Sakari Tuomioja      | Finsko              | 1957–1960      |
| Vladimir Velebit     | Jugoslávie          | 1960–1967      |
| Janez Stanovnik      | Jugoslávie          | 1968–1982      |
| Klaus Sahlgren       | Finsko              | 1983–1986      |
| Gerald Hinteregger   | Rakousko            | 1987–1993      |
| Yves Berthelot       | Francie             | 1993–2000      |
| Danuta Hübnerová     | Polsko              | 2000–2001      |
| Brigita Schmögnerová | Slovensko           | 2002–2005      |
| Marek Belka          | Polsko              | 2005–2008      |
| Ján Kubiš            | Slovensko           | 2009–2011      |
| Sven Alkalaj         | Bosna a Hercegovina | 2012–2014      |
| Christian Friis Bach | Dánsko              | 2014–2017      |

## Členské státy
Při založení rezolucí Ekonomické a sociální rady OSN z 28. března 1947 byly jako členské země komise stanoveny všechny evropské členské státy OSN plus Spojené státy americké. V současné době (2019) je členem EHK OSN 56 států. Česko zastupuje vedoucí Stálé mise ČR při Evropské úřadovně OSN v Ženevě, od srpna 2021 jím je Václav Bálek.
| Stát                   | Datum vstupu      |
| ---------------------- | ----------------- |
| Albánie                | 14. prosince 1955 |
| Andorra                | 28. července 1993 |
| Arménie                | 30. července 1993 |
| Ázerbájdžán            | 30. července 1993 |
| Belgie                 | zakládající člen  |
| Bělorusko              | zakládající člen  |
| Bosna a Hercegovina    | 22. května 1992   |
| Bulharsko              | 14. prosince 1955 |
| Černá Hora             | 28. června 2006   |
| Česko                  | zakládající člen  |
| Dánsko                 | zakládající člen  |
| Estonsko               | 17. září 1991     |
| Finsko                 | 14. prosince 1955 |
| Francie                | zakládající člen  |
| Gruzie                 | 30. července 1993 |
| Chorvatsko             | 22. května 1992   |
| Irsko                  | 14. prosince 1955 |
| Island                 | zakládající člen  |
| Itálie                 | 14. prosince 1955 |
| Izrael                 | 26. července 1991 |
| Kanada                 | 9. srpna 1973     |
| Kazachstán             | 31. ledna 1994    |
| Kypr                   | 20. září 1960     |
| Kyrgyzstán             | 30. července 1993 |
| Lichtenštejnsko        | 18. září 1990     |
| Litva                  | 17. září 1991     |
| Lotyšsko               | 17. září 1991     |
| Lucembursko            | zakládající člen  |
| Maďarsko               | 14. prosince 1955 |
| Malta                  | 1. prosince 1964  |
| Moldávie               | 2. března 1992    |
| Monako                 | 27. května 1993   |
| Německo                | 18. září 1973     |
| Nizozemsko             | zakládající člen  |
| Norsko                 | zakládající člen  |
| Polsko                 | zakládající člen  |
| Portugalsko            | 14. prosince 1955 |
| Rakousko               | 14. prosince 1955 |
| Rumunsko               | 14. prosince 1955 |
| Rusko                  | zakládající člen  |
| Řecko                  | zakládající člen  |
| San Marino             | 30. července 1993 |
| Severní Makedonie      | 8. dubna 1993     |
| Slovensko              | zakládající člen  |
| Slovinsko              | 22. května 1992   |
| Spojené království     | zakládající člen  |
| Spojené státy americké | zakládající člen  |
| Srbsko                 | 1. listopadu 2000 |
| Španělsko              | 14. prosince 1955 |
| Švédsko                | zakládající člen  |
| Švýcarsko              | 24. března 1972   |
| Tádžikistán            | 12. prosince 1994 |
| Turecko                | zakládající člen  |
| Turkmenistán           | 30. července 1993 |
| Ukrajina               | zakládající člen  |
| Uzbekistán             | 30. července 1993 |